# Maurizio Colombo
Maurizio Colombo (nascido em 16 de julho de 1963) é um ex-ciclista italiano que competiu na perseguição individual e por equipes nos Jogos Olímpicos de Los Angeles 1984.